# Aleksandra Gaworska
Aleksandra Gaworska (Bełchatów, 7 de noviembre de 1995) es una deportista polaca que compite en atletismo, especialista en las carreras de relevos.
Ganó una medalla de bronce en el Campeonato Mundial de Atletismo de 2017, una medalla de plata en el Campeonato Mundial de Atletismo en Pista Cubierta de 2018 y una medalla de bronce en el Campeonato Europeo de Atletismo en Pista Cubierta de 2021.

## Palmarés internacional
| Campeonato Mundial                   | Campeonato Mundial       | Campeonato Mundial | Campeonato Mundial |
| Año                                  | Lugar                    | Medalla            | Prueba             |
| ------------------------------------ | ------------------------ | ------------------ | ------------------ |
| 2017                                 | Londres (Reino Unido)    | Medalla de bronce  | 4 × 400 m          |
| Campeonato Mundial en Pista Cubierta |                          |                    |                    |
| Año                                  | Lugar                    | Medalla            | Prueba             |
| 2018                                 | Birmingham (Reino Unido) | Medalla de plata   | 4 × 400 m          |
| Campeonato Europeo en Pista Cubierta |                          |                    |                    |
| Año                                  | Lugar                    | Medalla            | Prueba             |
| 2021                                 | Toruń (Polonia)          | Medalla de bronce  | 4 × 400 m          |